# أي ناغانو
أي ناغانو (باليابانية: 永野 愛) مواليد 13 أغسطس 1974 في ساكورا، تشيبا، اليابان، هي مؤدية أصوات يابانية.

## أعمال

### أنمي
- أبطال الديجيتال الجزء الأول
- أبطال الديجيتال الجزء الثالث
- أبطال الديجيتال الجزء الرابع
- أبطال الديجيتال الجزء الخامس
- أوجاماجو دوريمي

## وصلات خارجية
- أي ناغانو على موقع IMDb (الإنجليزية)
- أي ناغانو على موقع ميوزك برينز (الإنجليزية)
- أي ناغانو على موقع قاعدة بيانات الفيلم (الإنجليزية)
- أي ناغانو على موقع ANN person (الإنجليزية)